# Woldemar Rose
Woldemar Rose (Deckname: Peter Alexander Skoblewsky, Kampfname: Hellmuth und Gorew; lettisch Voldemārs Roze, russisch Вольдемар Рудольфович Розе; * 11. März 1897 in Riga; † 20. Januar 1939 in der Sowjetunion) war ein lettischer Revolutionär und sowjetischer Offizier. 1923 war er in Deutschland im Deutschen Oktober aktiv und wurde verhaftet. Rose wurde 1925 im Leipziger Tscheka-Prozess unter seinem Decknamen Peter Alexander Skoblewsky (Petr Alexandrowitsch Skoblewski) als Mitglied der deutschen Tscheka zum Tode verurteilt. 1939 ließ Stalin ihn im Zuge der Lettischen Operation des NKWD hinrichten.

## Leben
In Riga wurde Rose in einer lettischen Arbeiterfamilie geboren und erlernte nach seinem Schulabschluss den Beruf eines Schlossers. Ab 1915 diente er in der russischen Armee bei den Lettischen Schützen und stieg bis zum Fähnrich und Zugführer auf. Durch seinen Fronteinsatz erhielt er auch Tapferkeitsauszeichnungen. Nach der Oktoberrevolution 1917 kämpfte er auf sowjetischer Seite in verschiedenen Militäreinheiten, so unter anderem als Regiments- und Brigadekommandeur der Roten Lettischen Schützen. Seit dem Jahre 1918 war er Mitglied der Kommunistischen Partei Russlands (РКП(б)).
Im März 1921 war er ein Brigadekommandeur bei der Niederschlagung des Kronstädter Matrosenaufstandes durch die Bolschewiki und einer der wenigen Kommandeure, denen die „Revolutionäre Ehrenwaffe“ verliehen wurde. Darauf folgte sein Einsatz bei der Niederschlagung des Bauernaufstand von Tambow. Seit Juli 1921 wurde er als Divisionskommandeur der Roten Armee eingesetzt und danach zur Generalstabsakademie delegiert.

### Tätigkeit in Deutschland
Im März 1923 wurde er zur illegalen Arbeit nach Deutschland delegiert und war im September 1923 als Nachfolger von „Karl Gröhl“ Leiter der M-Abteilung der KPD während des  Deutschen Oktobers. Hier war er unter anderem Verfasser der Mobilisierungs- und Bewaffnungspläne zur Vorbereitung des bewaffneten Kampfes. Er nutzte während dieser Zeit die Kampfnamen Hellmuth und Gorew. Im November 1923 soll er maßgeblich an der Gründung und Anleitung der T-Gruppe von Felix Neumann beteiligt gewesen sein. Im März 1924 wurde er in Berlin verhaftet und im Frühjahr 1925 im Tscheka-Prozess am Reichsgericht in Leipzig unter seinem Decknamen als Peter A. Skoblewsky wegen Anstiftung zum Mord und Hochverrat angeklagt. Obwohl er zum Tode verurteilt wurde, kam er schon im Herbst 1926 im Rahmen eines Gefangenenaustauschs in die Sowjetunion zurück.

### Sowjetischer Offizier
Von 1926 bis 1932 wurde er als Divisionskommandeur verschiedener Militäreinheiten eingesetzt und beendete 1930 die Ausbildung an der Generalstabsakademie. Ab 1932 war er Leiter der Militärischen Ausbildung an verschiedenen Hochschulen. Daneben war er auch Mitglied des ZEK der Usbekischen SSR. 1934 wurde er in die Reserve versetzt und war Sicherheitsverantwortlicher in der Leitung der zivilen sowjetischen Luftfahrt. 1936 wurde ihm der Dienstgrad Divisionskommandeur verliehen.

### Verhaftung und Tod
Im Zuge der Stalinschen Säuberungen wurde Rose  1938 verhaftet und am 20. Januar 1939 erschossen. 1956 wurde er rehabilitiert.

## Auszeichnungen
- mehrere Tapferkeitsauszeichnungen im Ersten Weltkrieg
- Rotbannerorden (1920 und 1927)
- Verleihung der Auszeichnung „Revolutionäre Ehrenwaffe“ nach der Niederschlagung des Kronstädter Matrosenaufstandes (1921)